# Caraguatatuba
Caraguatatuba es un municipio brasileño del litoral norte del estado de São Paulo. Se considera que la fundación formal de Caraguatatuba ocurrió en el siglo XVII, por medio da concesión de sesmarias. En 1665 fue construida la pequeña iglesia de San Antonio. El poblado fue elevado a la categoría de villa em 1770. La población creció desde comienzos del siglo XX con la llegada de familias de extranjeros. En 1947 fue declarado Balneario Turístico. En 1964 se creó el distrito de Porto Novo dentro del municipio.
El nombre viene del tupi y significa "lugar de muchos caraguatás",o "caraguatal". Caraguatá es el nombre común dado a varias especies de plantas epífitas y terrestres, de la familia de las bromeliáceas.